# Lancer du javelot masculin aux Jeux olympiques d'été de 1972
Navigation
Mexico 1968 Montréal 1976
L'épreuve du lancer du javelot masculin aux Jeux olympiques de 1972 s'est déroulée les 2 et 3 septembre 1972 au Stade olympique de Munich, en République fédérale d'Allemagne.  Elle est remportée par l'Allemand de l'Ouest Klaus Wolfermann.

## Résultats

### Finale
| Rang               | Athlète          | Pays                 | Essais | Essais | Essais | Essais | Essais | Essais | Marque | Notes |
| Rang               | Athlète          | Pays                 | 1      | 2      | 3      | 4      | 5      | 6      | Marque | Notes |
| ------------------ | ---------------- | -------------------- | ------ | ------ | ------ | ------ | ------ | ------ | ------ | ----- |
| Médaille d'or      | Klaus Wolfermann | Allemagne de l'Ouest | 86.68  | 85.14  | x      | 88.40  | 90.48  | 84.70  | 90.48  | OR    |
| Médaille d'argent  | Jānis Lūsis      | Union soviétique     | 88.88  | x      | 89.54  | x      | 81.66  | 90.46  | 90.46  |       |
| Médaille de bronze | William Schmidt  | États-Unis           | 75.96  | 84.42  | x      | 79.92  | 84.12  | x      | 84.42  |       |
| 4                  | Hannu Siitonen   | Finlande             | 84.32  | x      | x      | x      | x      | x      | 84.32  |       |
| 5                  | Bjørn Grimnes    | Norvège              | 71.86  | 82.38  | 83.08  | x      | x      | x      | 83.08  |       |
| 6                  | Jorma Kinnunen   | Finlande             | x      | 82.08  | 75.76  | x      | x      | 77.60  | 82.08  |       |
| 7                  | Miklós Németh    | Hongrie              | 80.80  | 81.98  | 78.58  | 81.88  | x      | 81.40  | 81.98  |       |
| 8                  | Frederick Luke   | États-Unis           | 66.64  | x      | 80.06  | 79.70  | 71.46  | x      | 80.06  |       |
| 9                  | Manfred Stolle   | Allemagne de l'Est   | x      | x      | 79.32  |        |        |        | 79.32  |       |
| 10                 | Milton Sonsky    | États-Unis           | 77.62  | 77.94  | 72.38  |        |        |        | 77.94  |       |
| 11                 | Lolesio Tuita    | France               | 76.34  | x      | 69.38  |        |        |        | 76.34  |       |
| 12                 | József Csík      | Hongrie              | 75.52  | 76.14  | x      |        |        |        | 76.14  |       |

## Légende
Records et Performances
- AR : Record continental (area record)
- CR : Record des championnats (championship record)
- MR : Record du meeting (meet record)
- NR : Record national (national record)
- OR : Record olympique (olympic record)
- PR : Record paralympique (paralympic record)
- PB : Record personnel (personal best)
- SB : Meilleure performance personnelle de la saison (season's best)
- WL : Meilleure performance mondiale de l'année (world leader)
- WJR : Record du monde junior (world junior record)
- WR : Record du monde (world record)

Circonstances et Conditions
- DNF : N'a pas terminé (did not finish)
- DNS : N'a pas pris le départ (did not start)
- DQ : Disqualification (disqualification)
- NM : Aucun essai valable enregistré (No Mark)
- Q : Qualifié « directement » au prochain tour (ou à la prochaine compétition), lors d'une compétition majeure, grâce au classement ou à la réalisation des minima (automatic qualifier)
- q : Qualifié au prochain tour (ou à la prochaine compétition), lors d'une compétition majeure, grâce au repêchage ou à la réalisation de l'une des meilleures performances parmi celles des « non qualifiés directement » (grâce au meilleur temps ou à la meilleure distance par exemple) (secondary qualifier)